# 陳達美
陳達美（1945-）廣東省五華縣雙華鎮人。曾任廣東工貿職業技術學院院長，碩士生導師。主要從事功能助劑的合成和與複配方面的研究工作。已退休。
中文名
陳達美
國    籍
中國
出生地
廣東省五華縣雙華鎮
出生日期
1945
廣州華商職業學院董事會副董事長，學院院長，負責學院全面工作，兼管院辦、人事、財務工作。　碩士研究生導師，榮獲廣東省南粵優秀教師，廣東省優秀黨務工作者稱號。
1970年起在廣東工業大學工作，曾任系辦公室主任、系副主任、黨總支書記；1997年起任廣東中山學院院長；2003年起任廣東工貿職業技術學院院長；2006年起任廣州華立科技職業學院院長、黨委書記。2010年起任廣州華商職業學院院長。原為廣東省化工學會精細化工專業委員會副主任；中山市政協委員、教育委員會顧問。